# 第一号駆潜特務艇
第一号駆潜特務艇（だいいちごうくせんとくむてい）は、日本海軍の特務艇（駆潜特務艇）。第一号型駆潜特務艇の1番艇。太平洋戦争を生き延び、戦後は掃海に従事したのち海上保安庁の巡視船となった。

## 艇歴
マル急計画の駆潜艇小（木造100トン型）、第500号艦型の1番艇、仮称艦名第500号艦として計画。
1941年12月24日、市川造船所で起工。1942年7月25日、第一号駆潜特務艇と命名されて第一号型駆潜特務艇の1番艇に定められ、本籍を横須賀鎮守府と仮定。9月14日、進水。1943年2月10日、船体概成により市川造船所から横須賀海軍工廠へ引き渡し。3月27日竣工し、本籍を横須賀鎮守府に、所属を横須賀防備戦隊横須賀防備隊にそれぞれ定められる。
1943年4月1日現在、軍隊区分横須賀鎮守府海面防備部隊東京湾部隊哨戒隊に配置。4月1日長浦へ回航し、19日まで艤装残務工事を行う。19日からは横須賀海軍工廠第三船渠に入渠し、26日まで工事を行う。出渠後長浦へ回航し、30日まで整備。
5月1日、軍隊区分南三陸部隊に配置。同日から8日まで、横須賀小海で探信儀の装備工事を行う。10日に長浦で訓練を行い、11日に女川へ向かう。12日、女川着。以後1944年11月14日まで女川、小名浜、金華山沖での船団護衛、対潜掃蕩、哨戒、浮流機雷の処分等に従事。
6月15日、軍隊区分南三陸部隊協力部隊に配置。10月1日現在、特務艇長職務執行者は横須賀防備隊附 鈴木四郎海軍中尉。
1944年11月10日、軍隊区分東京湾部隊第一駆潜特務艇隊第一小隊に配置。15日に女川を出港し、17日浦賀着。12月13日まで整備に従事。浦賀で整備中の11月26日、特務艇長職務執行者 鈴木大尉が退隊。12月14日、入渠のため長浦で爆雷を陸揚げし、20日まで浦賀で再度整備。21日、浦賀船渠に入渠。
1945年1月5日出渠し、浦賀船渠岸壁で10日まで残工事を施行。以後東京湾、相模湾、房総半島沿岸の哨戒と対潜掃蕩に従事。
2月1日、軍隊区分東京湾部隊特務艇隊に配置。16日、勝浦沖でアメリカ艦上機と交戦し墜落した友軍機の搭乗員5名を収容。2月28日現在、特務艇長職務執行者は横須賀防備隊附 貫井精一海軍少尉。
終戦時残存し、戦後は掃海に従事。11月30日、海軍省の廃止に伴い除籍。
1945年12月1日、第二復員省の開庁に伴い、横須賀地方復員局所管の掃海艦に定められ、同局掃海部横須賀支部所属と定められる。12月20日、艦名を駆潜特第一号に改称。1946年5月10日、横須賀地方復員局掃海部横須賀支部から削除され、所属を大阪地方復員局掃海部大阪支部に改められる。
1946年6月15日、復員庁の開庁に伴い、所属を阪神掃海部に改められる。6月25日、阪神掃海部は神戸掃海部に改称。11月1日、神戸掃海部は阪神掃海部に改称。
1947年8月1日、阪神掃海部が廃止される。同日付で横須賀地方復員局所管の特別輸送艦に改められ、特別保管艦に指定。横須賀特別保管艦艇第十保管群に配される。8月28日、本艦ほか27隻の元駆潜特務艇は特別輸送艦の定めを解かれ、運輸省へ移管された。
1948年5月1日、海上保安庁に編入され巡視船ちどり PB-18となる。1950年7月1日、船番号をPS-18に改正。1954年5月1日、船番号をPS-134に改正。1960年10月25日、海上保安庁を解役された。